# Церква Преображення Господнього (Білобожниця, ПЦУ)
Церква Преображення Господнього — парафія і храм православної громади Чортківського деканату Тернопільсько-Теребовлянської єпархії Православної церкви України в селі Білобожниці Чортківського району Тернопільської области.

## Історія
У 1875 році в Білобожниці була збудована церква з п'ятьма банями. Через політику атеїзму вона була закрита з 1961 по 1991 рік. Після відновлення храм освятили на Спаса 1991 року.
15 грудня 2018 року парафія і храм приєдналися до ПЦУ.
З часів незалежності в селі збудували й освятили капличку Матері Божої. За межами села також встановили та освятили хрест на честь героїв, закатованих у катівнях НКВС.

## Парохи
- о. Антін Глівінськиий (1788—1799)
- о. Яків Борисикевич (1799—1811)
- о. Іван Борисикевич (1812—1816)
- о. Антін Борисикевич (1817—1825)
- о. Яким Горбачевский (1825—1826)
- о. Симеон Саврасевич (1826—1831)
- о. Іван Дружецький (1831—1840)
- о. Михайло Борисикевич (1840—1884)
- о. Іван Михалевич (1884—1907)
- о. Іллярій Сіменович (1908—1915)
- о. Василь Бабин (1915—1918)
- о. Мечислав Раддовський (1918—1919)
- о. Віктор Лодзинський (1919—1921)
- о. Лев Воробкевич (1921—1945)
- о. Мирослав Плецан (1945—1946)
- о. Ярослав Богатюк (1946—1947)
- о. Степан Баук (1947—1953
- о. Стефан Валігура (1953—1962)
- о. Михайло Кравчук (від ? донині).